# Purna (Tapti)
Die Purna (Hindi पूर्णा नदी = „die Vollständige“) ist ein ca. 334 km langer Nebenfluss der Tapti in Zentral- und Westindien. Ihre Wasser gelangen letztlich in die Arabische See.

## Verlauf
Die Purna entspringt beim Ort Bhainsdehi auf der Südseite des Satpuragebirges im Distrikt Betul im Bundesstaat Madhya Pradesh; anschließend fließt sie süd- und westwärts. Sie entwässert die im Nordosten Maharashtras befindliche Vidarbha-Region und mündet schließlich etwa 3 km nördlich der Kleinstadt Changdev in die Tapti. 

## Nebenflüsse und Stauseen
Der Purna River hat mehrere Nebenflüsse. Er wird mehrfach gestaut; es entstehen jedoch keine Seen, denn er bleibt im Wesentlichen in seinem Bett.

## Orte
An den Ufern der Purna gibt es nur kleinere Dörfer und Orte. Die ca. 50.000 Einwohner zählende Stadt Daryapur ist die einzige größere Siedlung.